# 아우구스테 폰 바이에른 왕녀
아우구스테 아말리아 루도비카 폰 바이에른(Auguste Amalia Ludovika von Bayern, 1788년 6월 21일 ~ 1851년 5월 13일)은 나폴레옹의 양자 외젠 드 보아르네의 배우자이다.

## 생애
1788년 스트라스부르에서 바이에른 왕국의 왕 막시밀리안 1세와 그 아내 헤센다름슈타트의 아우구스테 빌헬미네의 장녀로 태어났다. 루트비히 1세는 오빠, 오스트리아 황후 카롤리네 아우구스테는 여동생이다.
아우구스테는 바덴의 공자와 약혼했지만 이 혼담은 나폴레옹에 의해 반강제적으로 파기되었고 그녀는 1806년 1월 14일 외젠과 결혼했다. 부부 사이는 원만했고 두 사람에게는 일곱 명의 아이들이 태어났다.
- 조제핀(1807~1876) 스웨덴 왕비
- 우제니(1808~1847)
- 오귀스트(1810~1835) 로이히텐베르크 공(마리아 2세의 남편)
- 아멜리(1812~1873) 페드루 1세의 두 번째 황후
- 테오딜란드(1814~1857) 우라흐 공비
- 카롤린(1816)
- 막시밀리앙(1817~1852) 로이히텐베르크 공(러시아 황녀 마리야 니콜라예브나 여대공의 남편)

막시밀리안 1세는 사위에게 로이히텐베르크 공의 작위를 주었고 외젠은 1824년 뮌헨에서 죽었다. 아우구스테 또한 뮌헨에서 1851년 죽었다.